# Meduza (obraz Jacka Malczewskiego)
Meduza – obraz olejny autorstwa Jacka Malczewskiego, namalowany w roku 1900. Obecnie dzieło znajduje się w zbiorach Lwowskiej Galerii Sztuki.